# Мейриг ап Хивел ап Оуайн
Меуриг ап Хивел (валл. Meurig ap Hywel; умер в 1055) — король Гвента (1045—1055).

## Биография
Около 1045 года Меуриг захватил Гвент, пленив, а затем ослепив, тамошнего короля Эдвина и сам стал править. Около 1055 года уже сам Меуриг пал жертвой Грифида ап Лливелина, подчинившего себе весь Уэльс.